# Його бідова любов
Його бідова любов (азерб. Onun bəlalı sevgisi) — радянський мелодраматичний фільм 1980 року, знятий на кіностудії «Азербайджанфільм», є екранізацією роману Байрама Байрамова «Бідова любов».

## Сюжет
Студент Бахруз пише дипломну роботу для того, щоб влаштуватися на роботу в область виробничого управління і вибирає собі тему. Відмінно захистивши дипломну роботу, через якийсь час він був призначений на посаду директора швейної фабрики. Там він познайомився з красунею Шовкет і закохався в неї — почуття любові становить основу сюжетної лінії фільму.

## У ролях
- Наталія Тагієва — Шовкет (дублювала Аміна Юсифкизи)
- Микаїл Багіров — Бахруз (дублював Аліаббас Гадиров)
- Гаджибаба Багіров — Гарахалов
- Тофік Мірзаєв — Сабіров (дублював Гасан Турабов)
- Барат Шекинський — бабуся (дублювала Махлуга Садикова)
- Сона Микаїлова — Халіда
- Гюмрах Рагімов — водій
- Джахангір Асланоглу — учасник виставки
- Ельхан Агахусейноглу — учасник виставки
- Надир Аскеров — робітник
- Юсиф Мухтаров — учасник дипломної сесії
- Рафік Касумов — епізод
- Неллі Махмудова — епізод

## Знімальна група
- Оригінальний текст: Байрам Байрамов
- Автор сценарію: Ігор Стрелков
- Художній керівник: Гасан Сеїдбейлі
- Режисер-постановник: Зіяфят Аббасов
- Оператор-постановник: Ариф Нариманбеков
- Художник-постановник: Елбек Рзакулієв
- Композитор: Емін Сабітоглу
- Звукооператор: Асад Асадов
- Другий режисер: Зія Шихлинська
- Другий оператор: Вагіф Мурадов
- Художник по костюмам: Л. Фракенберг
- Художник по декораціям: Фікрет Алекперов
- Художник-гример: Ельбрус Вахідов
- Фотограф: Тофік Керімов
- Світлотехнік: М. Рахманов
- Монтажер-постановник: Гюльшан Салімова
- Асистент режисера: Ю. Ахмедов
- Асистенти оператора: К. Хашимов, Г. Пастушков
- Художник комбінованих зйомок: Мірза Рафієв
- Оператор комбінованих зйомок: Раміз Бабаєв
- Музичний редактор: Рауф Алієв
- Редактори: Сефеддін Дагли, Ейваз Борчали
- Директор фільму: Айдин Дадашев
- Автор тексту пісні: Фікрет Годжа
- Вокал: Флора Керімова